# Ithier von Saint-Martin
Ithier († zwischen Februar 791 und Mai/Juli 796 wohl in Tours, lat. Itherius, auch Hitier,  oder Hithier, lat. Hitherius) war der letzte Kanzler Pippins des Jüngeren und der erste Kanzler Karls des Großen, sowie ab 775 Abt von Saint-Martin de Tours.

## Leben
Ithier stammt aus Aquitanien, vermutlich mit westgotischen Vorfahren.
Er war Kanzleibeamter bei Pippin zumindest seit Juni 760. Er folgte Badilon als Leiter der Kanzlei, als dieser 766 Abt von Saint-Savin wurde. Nach Pippins Tod 768 wurde er von Karl dem Großen im Amt bestätigt und behielt es zumindest bis zum 9. Juni 776 (Datum der letzten gesicherten Urkunde), sicher aber bis zum Januar 777. Er wurde von Radon abgelöst.
770 wurde er gemeinsam mit Beornrad, dem späteren Abt von Echternach und Erzbischof von Sens, zu Papst Stephan III. gesandt, 774 begleitete er Karl den Großen nach Rom. Auch 781 – also nach seinem Amt als Kanzler – begleitete er Karl den Großen nach Rom und nahm hier mit Maginarius, dem königlichen Kaplan und seit 784 Nachfolger Fulrads als Abt von Saint-Denis, an den Verhandlungen teil, die dem Kirchenstaat die Annexion der Sabina ermöglichten. Im Jahr 785 waren Ithier und Maginarius wieder in Rom, um mit Papst Hadrian I. abzustimmen, wie mit den gerade besiegten Sachsen umgegangen werden solle.
Als Abt von Saint-Martin in Tours wird er erstmals in einer Urkunde Karls vom 10. Mai 775 erwähnt; er war der Nachfolger von Abt Vulfard. Am 7. Februar 791 gründete er in Cormery eine Niederlassung seiner Abtei, die Celle Saint-Paul, die er Saint-Martin auch unterstellte. Sein Nachfolger Alkuin erhob die Gründung zu einem Benediktinerkloster unter dem Namen Saint-Paul de Cormery.
Ithiers Sterbedatum ist nicht bekannt, lediglich dass Karl der Große zwischen Mai und Juli 796 Alkuin die Leitung der Abtei Saint-Martin in Tours übertrug.